# Caro, Michigan
Caro är administrativ huvudort i Tuscola County i den amerikanska delstaten Michigan. Enligt 2010 års folkräkning hade Caro 4 229 invånare.